# Марија Барбара Бах
Марија Барбара Бах (Герен, 20. октобар 1684 — Кетен, 7. јул 1720) је била прва жена композитора Јохана Себастијана Баха. Била је уједно његова рођака, и кћи Јохана Михаела Баха.
Она и Бах су се венчали 1707. у време када је он радио у цркви Свеог Блазија у Милхаузену. Августа те године Бах је добио наследство од 50 гулдена (што је више од пола његове годишње плате) од свог ујака, Тобијаса Лемерхирта. Ово је олакшало његово венчање са Маријом Барбаром. Венчали су се 17. октобра у Дорнхајму, селу поред Арнштата.
Њена смрт 1720. дошла је неочекивано. Бах је у то време био на излету у бањи Карлсбад са војводом од Кетена. Претпоставља се да је умрла због пост-порођајних компликација, или неке инфекције.
Марија Барбара је са Јоханом имала седморо деце, од којих су троје умрли у раном детињству.
Катарина Доротеа (* 28. децембар 1708 — 14. јануар 1774).
Вилхелм Фридман (* 22. новембар 1710 — 1. јул 1784).
Јохан Кристоф (* 23. фебруар 1713 — 23. фебруар 1713).
Марија Софија (* 23. фебруар 1713 — 15. март 1713), близнакиња Јохана Кристофа.
Карл Филип Емануел (* 8. март 1714 — 14. децембар 1788).
Јохан Готфрид Бернард (* 11. мај 1715 — 27. мај 1739).
Леополд Аугустус (* 15. новембар 1718 — 29. септембар 1719).